# Водько, Николай Петрович
Никола́й Петро́вич Водько́ (род. 24 сентября 1936, с. Дымино-Михайловка, Одесская область) — советский, российский и украинский криминалист и криминолог. Доктор юридических наук, профессор. Заслуженный юрист РФ. Генерал-майор милиции в отставке.

## Биография
Родился в селе Дымино-Михайловка.
В 1962 году окончил Харьковский юридический институт.
В 1976 году окончил первый факультет Академии МВД СССР.
В 1970—1976 годах учился в заочной адъюнктуре Академии МВД СССР.
В 1977 году под руководством профессора В. А. Лукашова защитил диссертацию на соискание учёной степени кандидата юридических наук по теме «Организация комплексных мер борьбы с рецидивной преступностью (по материалам милиции и исправительно-трудовых учреждений МВД СССР)».
С 1954 по 1974 год служил в органах внутренних дел на должностях оперативно-начальствующего состава, в том числе начальника городского УВД, начальника областного УВД, первого заместителя начальника управления МВД СССР.
В 1974—2000 годах — заместитель начальника Московского института МВД СССР по научной работе.
С 2000 года — профессор кафедры оперативно-розыскной деятельности Московского университета МВД России.
В 2002 году защитил диссертацию на соискание учёной степени доктор юридических наук по теме «Правовые и организационные основы оперативно-розыскной деятельности органов внутренних дел по борьбе с организованной преступностью».
В настоящее время работает в Одесском государственном университете МВД Украины.
Автор более 67 научных работ, в том числе трёх курсов лекций, трёх учебников, трёх монографий, шести учебных пособий.

## Научная деятельность
Областью научных исследований Н. П. Водько являются вопросы теории оперативно-розыскной деятельности, теории управления, криминологии и уголовного процесса. Наиболее значительный вклад им был внесён в развитие правовых и организационно-тактических основ оперативно-розыскной деятельности, а также в исследование проблем организации и тактики борьбы ОВД с организованной преступностью.
Н. П. Водько обосновал понимание оперативно-розыскной деятельности по борьбе с организованной преступностью как частной теории ОРД ОВД. Им впервые было проведено научное изучение нового законодательства России о борьбе с организованной преступностью, а также криминологическое исследование преступных формирований и была проведена разработка их классификации. Итоги исследования структурно-функциональных граней деятельности подразделений по борьбе с организованной преступностью были положены в основу реализации норм ряд нормативных актов МВД России и организационных решений предложений, совершенствующих борьбу с российской организованной преступностью.

## Награды
- Заслуженный юрист РФ

## Научные труды

### Монографии
- Водько Н. П. Организация комплексных мер борьбы с рецидивной преступностью. Киев, 1980
- Такая служба : Очерки о работниках милиции Одес. обл. / [Сост. В. М. Гаранин, В. Ф. Орленко; Предисл. Н. П. Водько]. — Одесса : Маяк, 1982. — 183 с.
- Водько Н. П. Почему так долго искали Чикатило...:[О маньяке-преступнике]. — М.: Юристъ, 1996. — 80 с. — ISBN 5-7357-0180-0.
- Водько Н. П. Правовые и организационные основы борьбы с организованной преступностью в свете нового уголовного законодательства России: Лекция /Н. П. Водько ; Министерство внутренних дел РФ. Московский институт. — М.:Моск. Ун-т МВД России, 1997. — 31 с.
- Водько Н. П. Структурно-функциональное обеспечение деятельности подразделений по борьбе с организованной преступностью : Учеб. пособие / Н. П. Водько; М-во внутрен. дел России. Моск. ин-т МВД России. — М.: Моск. ин-т МВД России, 1999. — 113 с.
- Водько Н. П. Уголовно-правовая борьба с организованной преступностью : Науч.-практ. пособие. — М. : Юриспруденция, 2000. — 74 с. ISBN 5-8401-0026-9
- Водько Н. П. Характеристика организованной преступности. — М., 2001
- Оперативно-розыскная деятельность: Учебник / Авт. кол.: О. А. Вагин, Н. П. Водько, К. К. Горяинов ; Под ред. К. К. Горяинова и др. — М.: Инфра-М, 2001. — 794 с. — (Высшее образование). ISBN 5160006613
- Оперативно-розыскная деятельность: Учебник / Авт. кол. : О. А. Вагин, Н. П. Водько, К. К. Горяинов ; Под ред. К. К. Горяинова и др. — М.: Инфра-М ,2002. — 794 с. — (Высшее образование) ISBN 5160006613
- Водько Н. П. Правовые и организационные основы оперативно-розыскной деятельности по борьбе с организованной преступностью. — М., 2003
- Оперативно-розыскная деятельность: Учебник /Авт. кол. : Ю. С. Блинов, О. А. Вагин, А. С. Вандышев и др. ; Под ред. К. К. Горяинова и др. −2-е изд., доп. и перераб. — М.: Инфра-М, 2004. — 848 с. — (Высшее образование) ISBN 5160017127
- Водько Н. П. Основы оперативно-разыскной деятельности : учебное пособие / Н. П. Водько ; М-во внутренних дел Российской Федерации, Московский ун-т., 2004. — М. : Моск. Ун-т МВД России. — 254 с. ISBN 5-9694-0111-0
- Водько Н. П. Теория оперативно-розыскной деятельности :Учебник /Авт. кол. : Ю. С. Блинов, О. А. Вагин, А. С. Вандышев и др.; Под. ред. К. К. Горяинова, В. С. Овчинского, Г. К. Синилова. — М.: Инфра-М, 2006. — 832 с. — (Высшее образование) ISBN 5160024379
- Водько Н. П. Федеральный закон «Об оперативно-розыскной деятельности» в системе Российского законодательства: проблемы и решения: монография / Н. П. Водько. — М. : Изд. дом Шумиловой И. И., 2007. — 132 (Теория и практика профессионального сыска). ISBN 5-89784-113-6

### Статьи
- Водько Н. П. Перспективы совершенствования борьбы с организованной преступностью в России. // Российская юстиция. — М.: Юрид. лит., 1995. — № 4. — С. 22-24.
- Водько Н. П. Уголовный кодекс о борьбе с организованной преступностью. // Российская юстиция. — М.: Юрид. лит., 1997. — № 4. — C. 15-16.
- Водько Н. П. Разграничить компетенцию правоохранительных ведомств. // Российская юстиция. — М.: Юрид. лит., 1997. — № 7. — C. 21-22.
- Водько Н. П. Некоторые вопросы согласования Федерального закона «Об оперативно-розыскной деятельности» с другими законодательными актами // Оперативник (сыщик): Новый журнал для профессионалов : Всероссийское периодическое вневедомственное научно-практическое и информационное издание. — 2007. — № 1 (10). — С. 16-20.

## Фильмография
- 1978 — Особо опасные… — главный консультант, полковник милиции